# Gran Premio motociclistico del Qatar 2013
Il Gran Premio motociclistico del Qatar 2013 svolto il 7 aprile al circuito di Losail, è stato la prima prova del motomondiale 2013. In MotoGP la gara è stata vinta da Jorge Lorenzo, in Moto2 da Pol Espargaró e in Moto3 da Luis Salom.

## MotoGP
Alla partenza, Jorge Lorenzo scatta bene e riesce a distanziare il resto del gruppo. Buona anche la partenza di Valentino Rossi che, dopo aver superato allo start Stefan Bradl e Álvaro Bautista, si mette in scia a Andrea Dovizioso. Durante il secondo giro, in fondo al rettilineo principale, Rossi nel tentativo di superare Dovizioso entra in contatto con Dani Pedrosa che precedeva entrambi, e il pesarese va lungo, ripartendo dalla settima posizione. Nel frattempo, dopo una pessima partenza, Marc Márquez si riporta sul compagno di marca, seguito da Cal Crutchlow, e riesce ad ingaggiare un duello con Pedrosa. Nel frattempo Dovizioso perde il ritmo dei primi e si fa raggiungere dal gruppetto di Bradl (che cade dopo il sorpasso di Rossi) e Rossi. Quest'ultimo rimonta negli ultimi giri, riportandosi su Crutchlow e le Honda ufficiali, che riesce a superare. Vince così Lorenzo per la 24ª volta in carriera in MotoGP, davanti al compagno Rossi e alla Honda di Márquez.

### Arrivati al traguardo
| Pos. | Nº | Pilota           | Squadra                   | Motocicletta       | Giri | Tempo     | Griglia | Punti |
| ---- | -- | ---------------- | ------------------------- | ------------------ | ---- | --------- | ------- | ----- |
| 1º   | 99 | Jorge Lorenzo    | Yamaha Factory Racing     | Yamaha YZR-M1      | 22   | 42'39.802 | 1º      | 25    |
| 2º   | 46 | Valentino Rossi  | Yamaha Factory Racing     | Yamaha YZR-M1      | 22   | +5.990    | 7º      | 20    |
| 3º   | 93 | Marc Márquez     | Repsol Honda              | Honda RC213V       | 22   | +6.201    | 6º      | 16    |
| 4º   | 26 | Dani Pedrosa     | Repsol Honda              | Honda RC213V       | 22   | +9.473    | 3º      | 13    |
| 5º   | 35 | Cal Crutchlow    | Monster Yamaha Tech 3     | Yamaha YZR-M1      | 22   | +18.764   | 2º      | 11    |
| 6º   | 19 | Álvaro Bautista  | Go&Fun Honda Gresini      | Honda RC213V       | 22   | +22.148   | 8º      | 10    |
| 7º   | 4  | Andrea Dovizioso | Ducati Team               | Ducati Desmosedici | 22   | +24.335   | 4º      | 9     |
| 8º   | 69 | Nicky Hayden     | Ducati Team               | Ducati Desmosedici | 22   | +24.920   | 11º     | 8     |
| 9º   | 29 | Andrea Iannone   | Energy T.I. Pramac Racing | Ducati Desmosedici | 22   | +37.124   | 10º     | 7     |
| 10º  | 11 | Ben Spies        | Ignite Pramac Racing      | Ducati Desmosedici | 22   | +44.908   | 13º     | 6     |
| 11º  | 41 | Aleix Espargaró  | Power Electronics Aspar   | ART GP13           | 22   | +49.809   | 12º     | 5     |
| 12º  | 14 | Randy de Puniet  | Power Electronics Aspar   | ART GP13           | 22   | +56.495   | 14º     | 4     |
| 13º  | 8  | Héctor Barberá   | Avintia Blusens           | FTR MGP13          | 22   | +1:09.599 | 22º     | 3     |
| 14º  | 68 | Yonny Hernández  | Paul Bird Motorsport      | ART GP13           | 22   | +1:10.742 | 16º     | 2     |
| 15º  | 7  | Hiroshi Aoyama   | Avintia Blusens           | FTR MGP13          | 22   | +1:13.600 | 17º     | 1     |
| 16º  | 71 | Claudio Corti    | NGM Mobile Forward Racing | FTR MGP13 Kawasaki | 22   | +1:29.444 | 21º     |       |
| 17º  | 70 | Michael Laverty  | Paul Bird Motorsport      | PBM 01             | 22   | +1:34.341 | 24º     |       |
| 18º  | 52 | Lukáš Pešek      | Came IodaRacing Project   | Ioda-Suter MMX1    | 22   | +1:34.683 | 15º     |       |

### Ritirati
| Nº | Pilota          | Squadra                   | Motocicletta       | Giri | Griglia |
| -- | --------------- | ------------------------- | ------------------ | ---- | ------- |
| 5  | Colin Edwards   | NGM Mobile Forward Racing | FTR MGP13 Kawasaki | 15   | 19º     |
| 9  | Danilo Petrucci | Came IodaRacing Project   | Ioda-Suter MMX1    | 12   | 20º     |
| 6  | Stefan Bradl    | LCR Honda                 | Honda RC213V       | 8    | 5º      |
| 38 | Bradley Smith   | Monster Yamaha Tech 3     | Yamaha YZR-M1      | 4    | 9º      |
| 67 | Bryan Staring   | Go&Fun Honda Gresini      | FTR MGP13 Honda    | 1    | 23º     |
| 17 | Karel Abraham   | Cardion AB Motoracing     | ART GP13           | 0    | 18º     |

## Moto2
Pol Espargaró conquista la vittoria nell'esordio stagionale del motomondiale, vincendo la resistenza di Scott Redding, secondo al traguardo, soltanto all'ultimo giro. Per il pilota spagnolo del team Tuenti HP 40 si tratta della personale decima vittoria in carriera nel motomondiale. Il podio viene completato dal giapponese Takaaki Nakagami anche lui, come i primi due sul traguardo, su Kalex Moto2. Per Nakagami si tratta del suo primo podio in carriera nel contesto del motomondiale.
Anthony West nel Gran Premio di Francia 2012 era risultato positivo a controlli antidoping, per tale motivo il 31 ottobre 2012 dopo il GP d'Australia è stata presa la decisione di annullare il risultato ottenuto in Francia e di squalificarlo per un mese, cosa che non gli ha permesso di partecipare all'ultima tappa del campionato 2012, a Valencia. In seguito, il 28 novembre 2013, vengono annullati tutti i suoi risultati ottenuti nei 17 mesi successivi al GP di Francia della stagione precedente, fra cui quello di questa gara.

### Arrivati al traguardo
| Pos. | Nº | Pilota              | Squadra                   | Motocicletta       | Giri | Tempo     | Griglia | Punti |
| ---- | -- | ------------------- | ------------------------- | ------------------ | ---- | --------- | ------- | ----- |
| 1º   | 40 | Pol Espargaró       | Tuenti HP 40              | Kalex Moto2        | 20   | 40'31.782 | 1º      | 25    |
| 2º   | 45 | Scott Redding       | Marc VDS Racing           | Kalex Moto2        | 20   | +0.844    | 4º      | 20    |
| 3º   | 30 | Takaaki Nakagami    | Italtrans Racing          | Kalex Moto2        | 20   | +12.098   | 2º      | 16    |
| 4º   | 77 | Dominique Aegerter  | Technomag carXpert        | Suter MMX2         | 20   | +18.910   | 5º      | 13    |
| 5º   | 36 | Mika Kallio         | Marc VDS Racing           | Kalex Moto2        | 20   | +18.933   | 3º      | 11    |
| 6º   | 60 | Julián Simón        | Italtrans Racing          | Kalex Moto2        | 20   | +19.018   | 6º      | 10    |
| 7º   | 3  | Simone Corsi        | NGM Mobile Racing         | Speed Up SF13      | 20   | +19.230   | 11º     | 9     |
| 8º   | 15 | Alex De Angelis     | NGM Mobile Forward Racing | Speed Up SF13      | 20   | +19.452   | 12º     | 8     |
| 9º   | 80 | Esteve Rabat        | Tuenti HP 40              | Kalex Moto2        | 20   | +20.219   | 8º      | 7     |
| 10º  | 19 | Xavier Siméon       | Desguaces La Torre Maptaq | Kalex Moto2        | 20   | +20.972   | 17º     | 6     |
| 11º  | 81 | Jordi Torres        | Mapfre Aspar              | Suter MMX2         | 20   | +21.674   | 16º     | 5     |
| 12º  | 5  | Johann Zarco        | Came Iodaracing Project   | Suter MMX2         | 20   | +22.084   | 14º     | 4     |
| 13º  | 23 | Marcel Schrötter    | Desguaces La Torre SAG    | Kalex Moto2        | 20   | +22.093   | 9º      | 3     |
| 14º  | 18 | Nicolás Terol       | Mapfre Aspar              | Suter MMX2         | 20   | +22.496   | 7º      | 2     |
| 15º  | 24 | Toni Elías          | Blusens Avintia           | Kalex Moto2        | 20   | +36.677   | 20º     | 1     |
| 16º  | 63 | Mike Di Meglio      | JiR Moto2                 | TSR 6              | 20   | +36.697   | 10º     |       |
| 17º  | 11 | Sandro Cortese      | Dynavolt Intact GP        | Kalex Moto2        | 20   | +41.857   | 13º     |       |
| 18º  | 52 | Danny Kent          | Tech 3                    | Tech 3 Mistral 610 | 20   | +45.295   | 26º     |       |
| 19º  | 4  | Randy Krummenacher  | Technomag carXpert        | Suter MMX2         | 20   | +47.673   | 24º     |       |
| 20º  | 33 | Sergio Gadea        | Interwetten Paddock       | Suter MMX2         | 20   | +54.197   | 32º     |       |
| 21º  | 9  | Kyle Smith          | Blusens Avintia           | Kalex Moto2        | 20   | +59.245   | 28º     |       |
| 22º  | 44 | Steven Odendaal     | Argiñano & Gines Racing   | Speed Up SF13      | 20   | +1:02.713 | 29º     |       |
| 23º  | 72 | Yūki Takahashi      | Idemitsu Honda Team Asia  | Moriwaki MD600     | 20   | +1:04.294 | 23º     |       |
| 24º  | 7  | Doni Tata Pradita   | Federal Oil Gresini       | Suter MMX2         | 20   | +1:14.017 | 27º     |       |
| 25º  | 17 | Alberto Moncayo     | Argiñano & Gines Racing   | Speed Up SF13      | 20   | +1:37.009 | 31º     |       |
| 26º  | 97 | Rafid Topan Sucipto | QMMF Racing               | Speed Up SF13      | 19   | +1 giro   | 30º     |       |

### Ritirati
| Nº | Pilota              | Squadra                   | Motocicletta       | Giri | Griglia |
| -- | ------------------- | ------------------------- | ------------------ | ---- | ------- |
| 14 | Ratthapark Wilairot | Thai Honda PTT Gresini    | Suter MMX2         | 15   | 19º     |
| 88 | Ricard Cardús       | NGM Mobile Forward Racing | Speed Up SF13      | 8    | 18º     |
| 54 | Mattia Pasini       | NGM Mobile Racing         | Speed Up SF13      | 8    | 25º     |
| 49 | Axel Pons           | Tuenti HP 40              | Kalex Moto2        | 3    | 21º     |
| 96 | Louis Rossi         | Tech 3                    | Tech 3 Mistral 610 | 3    | 22º     |

### Squalificato
| Nº | Pilota       | Squadra     | Motocicletta  | Giri | Griglia |
| -- | ------------ | ----------- | ------------- | ---- | ------- |
| 95 | Anthony West | QMMF Racing | Speed Up SF13 | 7    | 15º     |

## Moto3
Vittoria in gara per Luis Salom, che riesce a regolare solo nelle fasi finali della corsa altri quattro rivali: Maverick Viñales, Álex Rins, Álex Márquez e Jonas Folger, tutti giunti a meno di un secondo dal vincitore.
Per Salom si tratta della terza affermazione in carriera nel motomondiale dopo le due vittorie ottenute lo scorso anno. Il podio viene completato da altri due piloti di nazionalità spagnola, con Maverick Viñales secondo con la KTM RC 250 GP del team Calvo e Álex Rins terzo, sempre con una KTM ma gestita dal team Estrella Galicia 0,0.

### Arrivati al traguardo
| Pos. | Nº | Pilota              | Squadra                  | Motocicletta   | Giri | Tempo     | Griglia | Punti |
| ---- | -- | ------------------- | ------------------------ | -------------- | ---- | --------- | ------- | ----- |
| 1º   | 39 | Luis Salom          | Red Bull KTM Ajo         | KTM RC 250 GP  | 18   | 38'26.859 | 1º      | 25    |
| 2º   | 25 | Maverick Viñales    | Team Calvo               | KTM RC 250 GP  | 18   | +0.417    | 2º      | 20    |
| 3º   | 42 | Álex Rins           | Estrella Galicia 0,0     | KTM RC 250 GP  | 18   | +0.423    | 3º      | 16    |
| 4º   | 12 | Álex Márquez        | Estrella Galicia 0,0     | KTM RC 250 GP  | 18   | +0.701    | 9º      | 13    |
| 5º   | 94 | Jonas Folger        | Mapfre Aspar             | Kalex KTM      | 18   | +0.916    | 4º      | 11    |
| 6º   | 63 | Zulfahmi Khairuddin | Red Bull KTM Ajo         | KTM RC 250 GP  | 18   | +17.489   | 11º     | 10    |
| 7º   | 44 | Miguel Oliveira     | Mahindra Racing          | Mahindra MGP3O | 18   | +17.566   | 5º      | 9     |
| 8º   | 61 | Arthur Sissis       | Red Bull KTM Ajo         | KTM RC 250 GP  | 18   | +19.355   | 10º     | 8     |
| 9º   | 31 | Niklas Ajo          | Avant Tecno              | KTM RC 250 GP  | 18   | +28.966   | 16º     | 7     |
| 10º  | 7  | Efrén Vázquez       | Mahindra Racing          | Mahindra MGP3O | 18   | +28.995   | 8º      | 6     |
| 11º  | 99 | Danny Webb          | Ambrogio Racing          | Suter MMX3     | 18   | +29.440   | 15º     | 5     |
| 12º  | 41 | Brad Binder         | Ambrogio Racing          | Suter MMX3     | 18   | +29.499   | 17º     | 4     |
| 13º  | 53 | Jasper Iwema        | RW Racing GP             | Kalex KTM      | 18   | +39.216   | 18º     | 3     |
| 14º  | 10 | Alexis Masbou       | Ongetta-Rivacold         | FTR M313       | 18   | +39.415   | 19º     | 2     |
| 15º  | 5  | Romano Fenati       | San Carlo Team Italia    | FTR M313       | 18   | +39.451   | 12º     | 1     |
| 16º  | 8  | Jack Miller         | Caretta Technology - RTG | FTR M313       | 18   | +39.797   | 21º     |       |
| 17º  | 65 | Philipp Öttl        | Paddock TT Motion Events | Kalex KTM      | 18   | +50.846   | 27º     |       |
| 18º  | 19 | Alessandro Tonucci  | La Fonte Tascaracing     | Honda          | 18   | +51.093   | 26º     |       |
| 19º  | 9  | Toni Finsterbusch   | Kiefer Racing            | Kalex KTM      | 18   | +51.218   | 24º     |       |
| 20ª  | 22 | Ana Carrasco        | Team Calvo               | KTM RC 250 GP  | 18   | +51.266   | 23ª     |       |
| 21º  | 58 | Juanfran Guevara    | CIP Moto3                | TSR3C          | 18   | +51.329   | 22º     |       |
| 22º  | 84 | Jakub Kornfeil      | Redox RW Racing GP       | Kalex KTM      | 18   | +53.745   | 7º      |       |
| 23º  | 4  | Francesco Bagnaia   | San Carlo Team Italia    | FTR M313       | 18   | +54.691   | 29º     |       |
| 24º  | 3  | Matteo Ferrari      | Ongetta-Centro Seta      | FTR M313       | 18   | +54.948   | 31º     |       |
| 25º  | 66 | Florian Alt         | Kiefer Racing            | Kalex KTM      | 18   | +55.236   | 28º     |       |
| 26º  | 57 | Eric Granado        | Mapfre Aspar             | Kalex KTM      | 18   | +1:03.601 | 25º     |       |
| 27º  | 29 | Hyuga Watanabe      | La Fonte Tascaracing     | Honda          | 18   | +1:23.040 | 32º     |       |
| 28º  | 77 | Lorenzo Baldassarri | Go&Fun Gresini           | FTR M313       | 18   | +1:23.178 | 30º     |       |

### Ritirati
| Nº | Pilota            | Squadra                  | Motocicletta | Giri | Griglia |
| -- | ----------------- | ------------------------ | ------------ | ---- | ------- |
| 17 | John McPhee       | Caretta Technology - RTG | FTR M313     | 16   | 20º     |
| 32 | Isaac Viñales     | Ongetta-Centro Seta      | FTR M313     | 7    | 13º     |
| 89 | Alan Techer       | CIP Moto3                | TSR3C        | 2    | 6º      |
| 23 | Niccolò Antonelli | Go&Fun Gresini           | FTR M313     | 0    | 14º     |